# Moisville (Simbabwe)
Moisville ist ein entstehendes Dorf in Simbabwe. Es ist ein humanitäres Projekt der Stiftung Ungrey unter Führung von Zelemkhan Arsanov.

## Name
Der Name des Dorfes leitet sich vom Pseudonym Arsanovs „Mois“ ab. Der Begriff „ville“ kommt aus dem Französischen, bedeutet „Stadt“. „Moisville“ heißt also so viel wie „Moisstadt“.

## Geografie
Moisville liegt mitten in der Simbabwischen Savanne 9 km von der nächsten großen Stadt entfernt. Das Dorf ist umgeben von einigen weiteren einheimischen Dörfern. Moisville besteht noch aus einigen unfertigen Häusern, soll aber noch weiter ausgebaut werden. Unter anderem soll dort eine Schule entstehen.